# Anampses melanurus
Anampses melanurus Bleeker, 1857 è un pesce di acqua salata appartenente alla famiglia Labridae.

## Distribuzione e habitat
A. melanurus è una specie dall'areale ampio, diffusa nell'oceano Pacifico e nell'oceano Indiano, dove viene facilmente confuso con il molto simile Anampses lineatus. È comune lungo le coste di Indonesia, Isola di Pasqua e Isole Ryukyu, sia in zone ricche di scogli che su fondali sabbiosi, spesso in barriere coralline. Anche se non è comune oltre i 30 può essere trovato fino a 40 m di profondità.

## Descrizione
Presenta un corpo compresso lateralmente, non particolarmente alto, con la testa dal profilo abbastanza appuntito. Non supera i 12 cm.
La livrea non cambia particolarmente durante la vita del pesce, il cui corpo rimane sempre nero a puntini bianchi. Gli esemplari giovani si distinguono dai giovani di A. meleagrides solo grazie alla pinna caudale, dal margine arrotondato, che è nera con una fascia gialla vicino al peduncolo caudale. Gli adulti, invece, hanno una fascia orizzontale più chiara, giallastra, lungo il corpo.

## Biologia

### Comportamento
Nuota in piccoli gruppi formati da qualche femmina e soltanto un maschio dominante. È attivo soprattutto di giorno, mentre solitamente durante la notte si rifugia sotto la sabbia.

### Alimentazione
Ha una dieta composta principalmente di varie specie di invertebrati acquatici come crostacei, vermi, in particolare policheti, e molluschi.

### Riproduzione
È oviparo e la fecondazione è esterna. Non ci sono cure verso le uova.

## Conservazione
È classificato come "a rischio minimo" (LC) dalla lista rossa IUCN perché non è minacciato da particolari pericoli a parte la saltuaria cattura per l'acquariofilia.